# Эфердинг
Эфердинг (нем. Eferding) — окружной центр в Австрии, в федеральной земле Верхняя Австрия. 
Входит в состав округа Эфердинг.  Население составляет 3543 человека (на 31 декабря 2005 года). Занимает площадь 2,81 км². 

## Политическая ситуация
Бургомистр коммуны — Йохан Штадельмайер (СДПА) по результатам выборов 2003 года.
Совет представителей коммуны (нем. Gemeinderat) состоит из 25 мест.
- СДПА занимает 10 мест.
- АНП занимает 10 мест.
- АПС занимает 3 места.
- Зелёные занимают 2 места.